# Università di Graz

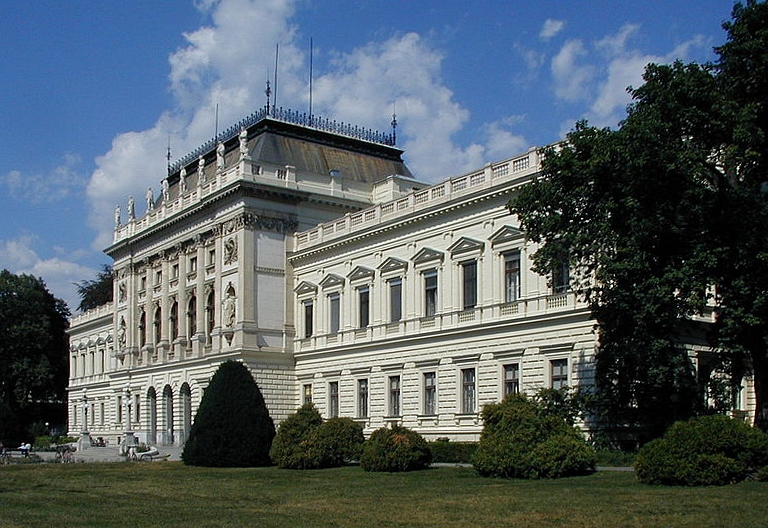
Edificio principale dell'Università di Graz

L'Università di Graz (in tedesco: Universität Graz, nome completo Karl-Franzens-Universität Graz, in latino: Universitas Carolo-Franciscea Graecensis) è una grande e prestigiosa istituzione di formazione superiore stiriana.
Si tratta della più antica università della città, seconda in ordine di fondazione nel paese, fu infatti inizialmente istituita nel 1585 dall'arciduca Carlo II d'Austria, a cui è dedicata, e successivamente chiusa nel 1782 dall'Imperatore Giuseppe II, nel tentativo di ottenere il controllo statale di questa istituzione a lungo gestita dalla Chiesa Cattolica. Fu ri-fondata nel 1827 dall'Imperatore Francesco I.
Attualmente l'università conta 120 corsi di laurea suddivisi nelle 6 facoltà: Teologia cattolica, Legge, Economia e Scienze sociali, Arte e umanistica, Scienze naturali, Scienze ambientali, regionali ed educazione.
Nel 2004 si separò la facoltà di Medicina per costituirsi come Università di Medicina di Graz, a tutti gli effetti ente universitario indipendente.
Il campus universitario si trova nel centro cittadino, sulla riva orientale del fiume Mur, e ai piedi dello Schloßberg.